# Ścięciel

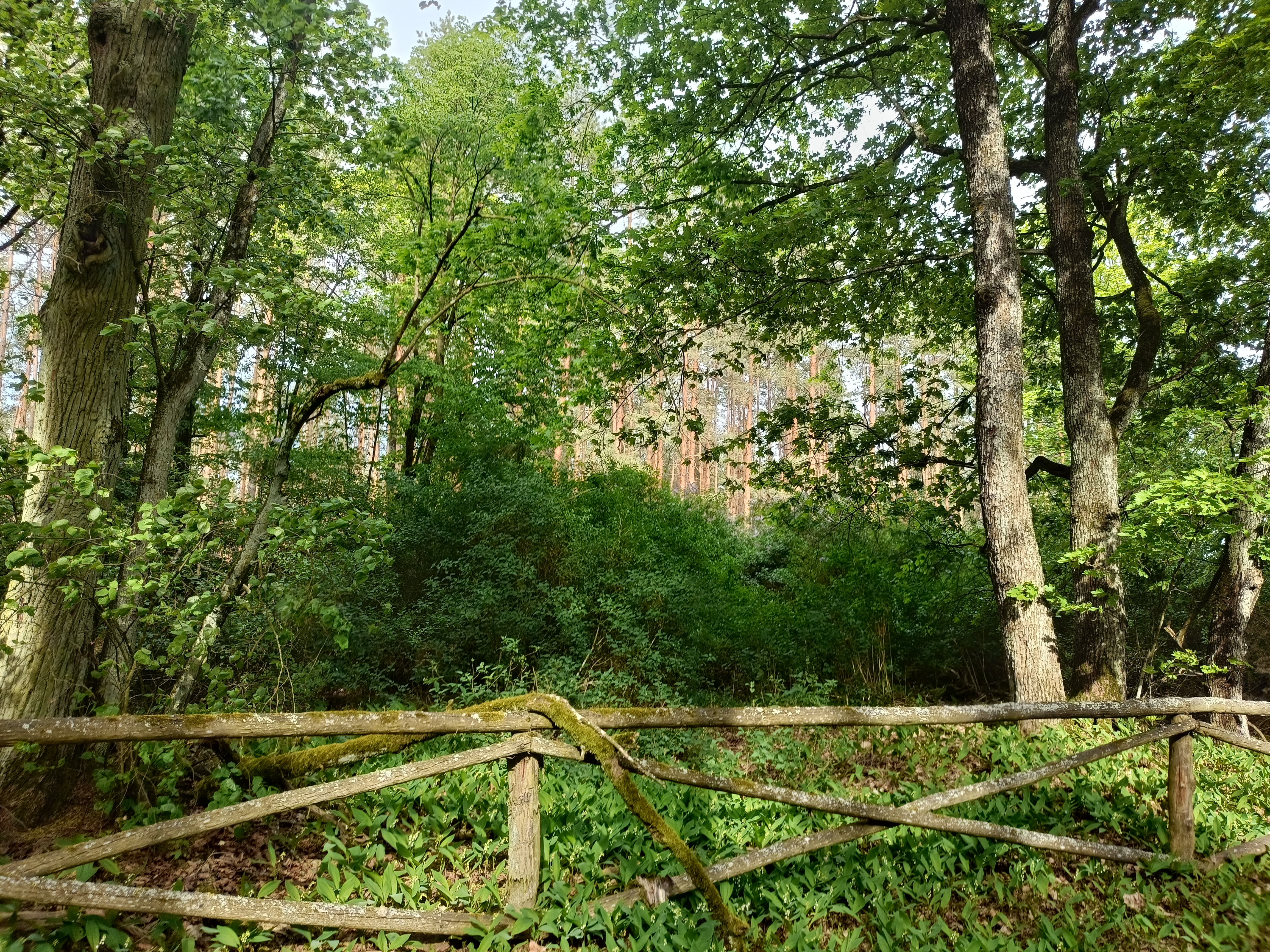
Jeden z dwóch cmentarzy ewangelickich na terenie wioski

Ścięciel (niem. Czenczel, w latach 1928-1945 Rodefeld) – wieś w Polsce położona w województwie mazowieckim, w powiecie przasnyskim, w gminie Chorzele. Ma status sołectwa. W wiosce znajdują się dwa dawne cmentarze ewangelickie.
W latach 1975–1998 miejscowość administracyjnie należała do województwa ostrołęckiego.